# 와도역
와도역(일본어: 和戸駅, わどえき)은 일본 사이타마현 미나미사이타마군 미야시로정에 있는 철도역이다. 역 번호는 TI01이다.

## 역 구조
섬식 승강장 1면 2선의 지상역. 역사는 상행선 측에 있어, 승강장과는 지하도에서 연결된다.
역명표는, 도부 동물공원역 이남에서는 도부 스카이트리 라인 계통의 라인 칼라인 오렌지 색 중심의 배색에 대하여, 당역 이북에서는 이세사키 선 계통 라인 칼라인 적색의 배색이다. 도부 동물공원역은 2009년 3월부터 5번선(구키 방면)의 당역과 같은 색으로 변경되고 있다.
운행 정보 안내 표시기와 LED식 발차표는, 2008년 3월에 개찰구와 상하홈에 각각 설치되어 2009년 봄에 운용 개시되었다.
2008년, 역 구내의 안내판을 픽토그램을 이용한 디자인에 일신시켰다. 승강장에 있던 적하식 역명표와 노선도는 철거되어 노선도·소요시간(도부 선·히비야 선·한조몬 선)으로 일체형이 된 자립식 역명표가 설치되었다. 또, 역명판을 교환할 수 있었다.
2011년 1월 28일부터, 발차멜로디가 도입되었다.
| 1 | ■ 이세사키 선 | 도부 동물공원·가스카베·기타센주·아사쿠사 방면   |
| 2 | ■ 이세사키 선 | 구키·가조·하뉴·다테바야시·아시카가 시·오타 방면 |

↑ 구키 방면 

|□|

↓ 도부 동물공원 방면

## 역세권 정보
- 미야시로와도 우체국
- 미야시로 정립 스카 소·중학교
- 다헤모토 절(寺)

## 역사
- 1899년 12월 20일: 영업 개시.

## 인접역
| 도부 철도 ■ 이세사키 선            | 도부 철도 ■ 이세사키 선                      | 도부 철도 ■ 이세사키 선   |
| ---------------------------------- | -------------------------------------------- | ------------------------- |
| TS30 도부 도부쓰코엔 아사쿠사 방면 | ■ 급행 ■ 구간 급행 ■ 준급 ■ 구간 준급 ■ 보통 | 구키 TI02 다테바야시 방면 |